# Đa Thông
Đa Thông là một xã thuộc huyện Hà Quảng, tỉnh Cao Bằng, Việt Nam.

## Địa lý
Xã Đa Thông nằm ở phía tây nam huyện Hà Quảng, có vị trí địa lý:
- Phía đông giáp huyện Hòa An và các xã Quý Quân
- Phía tây giáp xã Ngọc Động
- Phía nam giáp thị trấn Thông Nông và các xã Lương Can, Ngọc Động
- Phía bắc giáp xã Lương Thông và xã Quý Quân.

Xã Đa Thông có diện tích 49,84 km², dân số năm 2019 là 3.470 người, mật độ dân số đạt 70 người/km².
Trên địa bàn xã có các núi Lũng Đẩy, Khuổi Mò, Mai Chướng, Pù Pảng, Tàn Hạ. Các suối chảy trên địa bàn xã là Khuổi Thừa, Rẽ Rào và Tả Bản Ruổn thuộc lưu vực thượng nguồn của sông Bằng. Tuyến tỉnh lộ 204 chạy qua, trên đoạn đường có đèo Mã Quỷnh.

## Hành chính
Xã Đa Thông được chia thành 12 xóm: Bắc Hưng Đạo, Đà Sa, Long Giang, Lũng Khỉnh, Lũng Lừa, Ma Pản, Nà Thôm, Nam Hưng Đạo, Ngọc Sỹ, Pác Ngàm, Phia Viềng, Sơn Hà.

## Lịch sử
Trước năm 1966, xã Đa Thông thuộc huyện Hà Quảng.
Ngày 7 tháng 4 năm 1966, Hội đồng Chính phủ ban hành Quyết định 67-CP về việc chuyển xã Đa Thông sang trực thuộc huyện Thông Nông mới thành lập.
Ngày 11 tháng 8 năm 1999, Chính phủ ban hành Nghị định 69/1999/NĐ-CP về việc thành lập thị trấn Thông Nông trên cơ sở điều chỉnh 935 ha diện tích tự nhiên và 2.113 người của xã Đa Thông.
Xã Đa Thông còn lại 3.440,75 ha diện tích tự nhiên và 3.735 người.
Đến năm 2019, xã Đa Thông được chia thành 23 xóm: Bác Đại, Bó Bủa, Cốc Khuyết, Bản Chang, Nà Ngàm, Cốc Cuổi, Đà Sa, Bản Giàng, Lũng Khỉnh, Khuổi Mò, Lũng Lừa, Lũng Rỳ, Lũng Tàn, Nà Khau, Nà Pài, Pác Ngàm, Phia Viềng, Bản Ruồm, Nà Thôm, Nà Pá, Lũng Đẩy, Lũng Hoàng, Ma Pản.
Ngày 9 tháng 9 năm 2019, Hội đồng Nhân dân tỉnh Cao Bằng ban hành Nghị quyết số 27/NQ-HĐND về việc:
- Sáp nhập ba xóm Bản Ruồm, Nà Pài, Cốc Khuyết thành xóm Bắc Hưng Đạo
- Sáp nhập hai xóm Nà Khau và Bác Đại thành xóm Nam Hưng Đạo
- Sáp nhập ba xóm Bản Chang, Bản Giàng, Nà Pá thành xóm Long Giang
- Sáp nhập ba xóm Lũng Tàn, Bó Bủa, Lũng Rỳ thành xóm Ngọc Sỹ
- Sáp nhập xóm Khuổi Mò vào xóm Nà Thôm
- Sáp nhập hai xóm Nà Ngàm và Cốc Cuổi thành xóm Sơn Hà
- Sáp nhập xóm Lũng Đẩy vào xóm Phia Viềng
- Sáp nhập xóm Lũng Hoàng vào xóm Ma Pản.

Ngày 1 tháng 2 năm 2020, sáp nhập toàn bộ diện tích và dân số của huyện Thông Nông trở lại huyện Hà Quảng. Xã Đa Thông thuộc huyện Hà Quảng như hiện nay.